# 国内治安総局
国内治安総局（フランス語：Direction générale de la Sécurité intérieure、略称：DGSI）とは、フランス内務省直下の組織であり、フランス国内を対象としたテロリズムやサイバー犯罪などに対抗する業務および防諜を担当する情報機関である。

## 変遷
2008年、国内情報中央局（フランス語：Direction centrale du Renseignement intérieur、略称：DCRI）が、国土監視局と総合情報中央局の合併で発足した。この組織は、国家警察総局付けの中央局の一つであった。
2012年春の議会で、DCRIの役割を再評価することを決定。2013年5月、報告書が議会に提出された。この報告書では、2012年に発生したミディ＝ピレネー連続銃撃事件の対応についての批判が掲載されていた。6月17日、マニュエル・ヴァルス内務大臣が情報機関の改革を宣言。
2014年4月30日に、2014-445法令が発令され、2014年5月12日、国内治安総局に変更された。
DCRIは国家警察総局の管轄から、内務大臣管轄の国内治安総局（DGSI）となり、新たにエンジニア、プログラマ、言語学者などのスタッフを加える契約を行っている。　